# Darul Siska

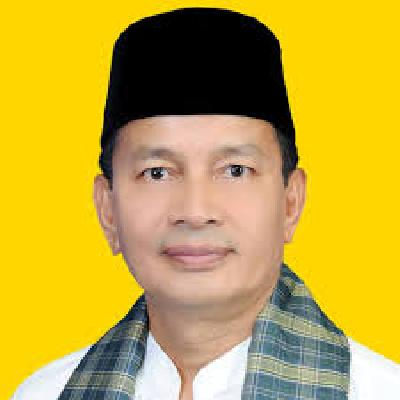
Darul Siska (1. Oktober 2019)

Hāddsch Darul Siska (* 23. Februar 1954 in Padang, Sumatra Barat, Sumatra) ist ein indonesischer Politiker der Partei der funktionalen Gruppen Golkar (Partai Golongan Karya), der zwischen 1997 und 2009 Mitglied des Volksvertretungsrates der Republik Indonesien DPR-RI (Dewan Perwakilan Rakyat Republik Indonesia) der Beratenden Volksversammlung MPR (Majelis Permusyawaratan Rakyat) war und seit 2019 dem Volksvertretungsrat erneut angehört.

## Leben
Darul Siska besuchte von 1960 bis 1966 die Grundschule, zwischen 1966 und 1970 die Mittelschule sowie von 1970 bis 1972 die Oberschule. Daraufhin begann er 1973 seine berufliche Laufbahn als Angestellter in der Abteilung für öffentliche Arbeiten der Generaldirektion für Wasser und war dort bis 1982 tätig. Während dieser Zeit begann er 1975 ein Studium für Internationale Beziehungen an der Universitas Jayabaya (UJ) in Jakarta, welches er 1982 mit einem Bachelor of International Relations beendete. Er war zwischen 1984 und 1987 Leiter der Organisationsabteilung des Zentralvorstandes DPP (Dewan Pimpinan Pusat) des Nationalen Jugendkomitees KNPI (Komite Nasional Pemuda Indonesia) und daneben zwischen 1986 und 1988 Vorsitzender der Alumni-Vereinigung des Indonesisch-Japanischen Freundschaftsprogramms.
Beruflich war er zwischen 1986 und 1994 in der Zentrale der Nationalen Agentur für Bevölkerung und Familienplanung BKKBN (Badan Kependudukan dan Keluarga Berencana Nasional) tätig und engagierte sich daneben von 1987 bis 1990 zunächst stellvertretender Vorsitzender für Außenpolitik sowie im Anschluss zwischen 1990 und 1993 Vorsitzender des Zentralvorstandes des Nationalen Jugendkomitees. Er ist seit 1991 außerordentliches Mitglied des Forum Komunikasi Putra-Putri Purnawirawan dan Putra-Putri FKPPI, ein Kommunikationsforum für Kinder von ehemaligen und aktuellen Angehörigen der Streitkräfte Indonesiens ABRI (Angkatan Bersenjata Republik Indonesia), und war ferner von 1993 bis 1996 Mitglied des Indonesischen Jugendrates (Majelis Pemuda Indonesia). Er war zwischen 1994 und 1998 Direktor der Aktiengesellschaft (Perseroan Terbatas PT Citra Harapan Perkasa) und engagierte sich daneben von 1995 bis 2000 als Sekretär der Zentrale des Verbandes indonesischer muslimischer Gelehrter ICMI (Ikatan Cendekiawan Muslim Indonesia).

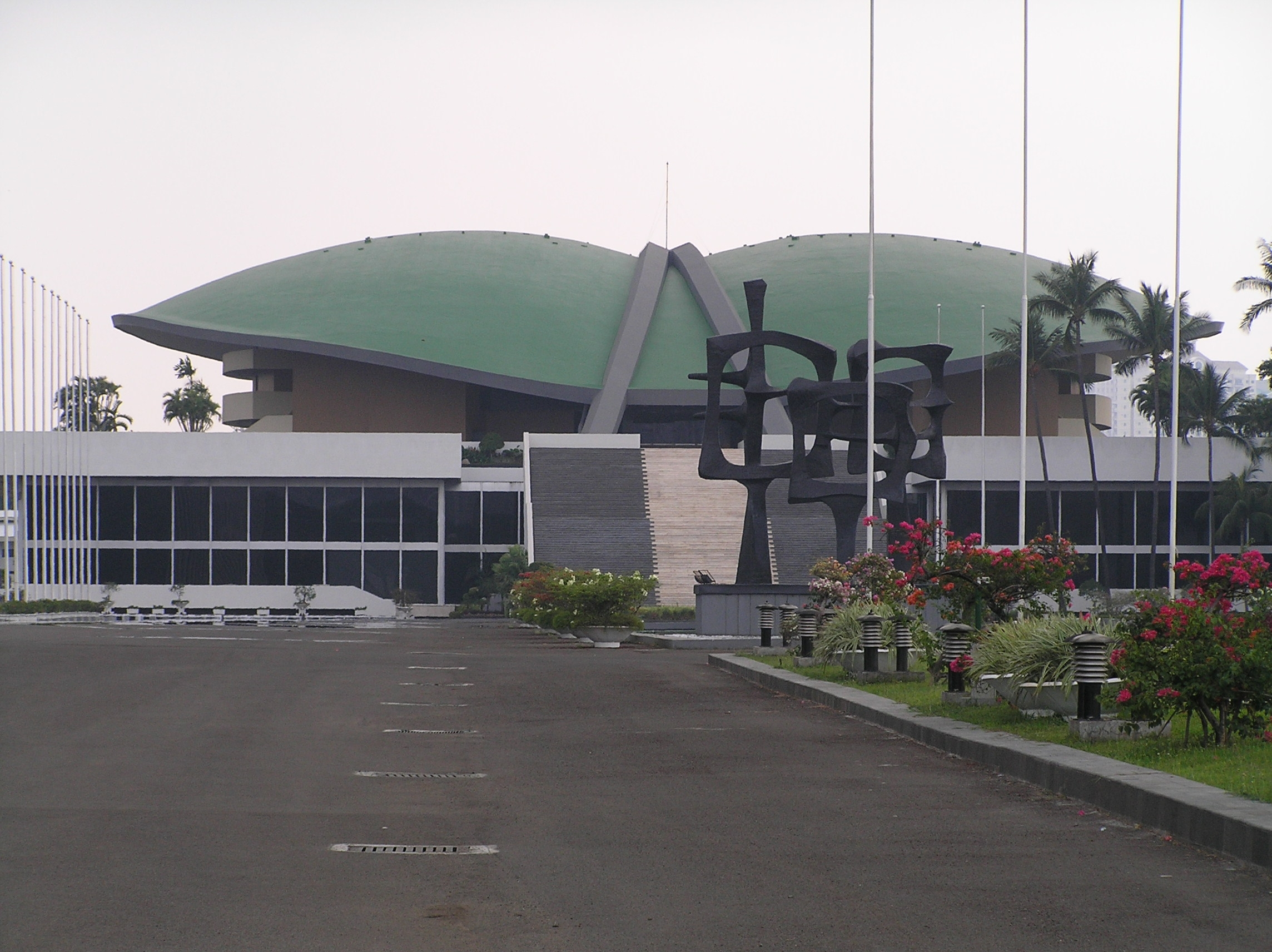
Das Gebäude des Volksvertretungsrates der Republik Indonesien, deren Mitglied er ist.

1997 wurde Siska für die Partei der funktionalen Gruppen GOLKAR im Wahlkreis Sumatera Barat erstmals Mitglied des Volksvertretungsrates der Republik Indonesien der Beratenden Volksversammlung MPR (Majelis Permusyawaratan Rakyat) und gehörte dieser nach seinen Wiederwahlen 1999 und 2004 vom 1. Oktober 1997 bis zum 30. September 2009 an. Er war zwischen 1998 und 2004 ferner Leiter der Außenpolitischen Abteilung des Zentralvorstandes der GOLKAR und von 2001 bis 2009 auch stellvertretender Generalvorsitzender der Zentralverwaltung der Jugendorganisation der GOLKAR, der Angkatan Muda Partai Golkar AMPG. Des Weiteren war er zwischen 2002 und 2009 Mitglied des Kuratoriums der Universitas Muhammadiyah Sumatera Barat UMSB in Padang sowie von 2003 bis 2008 auch Berater des Zentralvorstandes der Indonesischen Erneuerungsjugendorganisation AMPI (Angkatan Muda Pembaharuan Indonesia). Nachdem er 2004 mit 31.366 Stimmen im Wahlkreis Sumatera Barat I erneut zum Mitglied des Volksvertretungsrates wiedergewählt wurde, erreichte er bei der Wahl 2009 nur noch 12.757 Stimmen und verpasste damit den Wiedereinzug in den Volksvertretungsrat.

Siska war zwischen 2014 und 2019 Vorsitzender des Zentralvorstandes der GOLKAR.

Nach seinem Ausscheiden aus dem Volksvertretungsrat war Darul Siska von 2010 bis 2014 Sonderberater im Stab von Industrieminister Mohamad Suleman Hidayat und fungierte ferner zwischen 2010 und 2014 als stellvertretender Generalsekretär des Zentralvorstandes der GOLKAR. Bei der Wahl am 9. April 2014 kandidierte er im Wahlkreis Sumatera Barat I wieder für ein Mandat im Volksvertretungsrat, verpasste aber wiederum den Einzug ins Parlament. Er war daraufhin von 2014 bis 2019 Vorsitzender des Zentralvorstandes der GOLKAR sowie des Weiteren zwischen 2015 und 2019 Sonderassistent der Vorsitzenden des Volksvertretungsrates, Fadli Zon (2015 bis 2016 sowie 2017 bis 2018), Ade Komarudin (2016), Setya Novanto (2016 bis 2017) sowie Bambang Soesatyo (2018 bis 2019).
Bei der Wahl am 17. April 2019 wurde Siska im Wahlkreis SUMATERA BARAT I mit 26.920 Stimmen wieder zum Mitglied des Volksvertretungsrates gewählt. In der aktuellen bis 2024 dauernden Legislaturperiode ist er Mitglied der Kommission IX, die für Gesundheit und Beschäftigung zuständig ist.
Aus seiner Ehe mit Hilma Widjaja Amiarsa ging ein Kind hervor.